# Jane Atché-Leroux
Jeanne Louise Marie Euphrasie Atché, conhecida como Jane Atché ou Jal, (16 de agosto de 1872, Toulouse - 6 de fevereiro de 1937, Paris) foi uma pintora francesa e criadora de pôsteres no estilo Art Nouveau.

## Biografia
Sua família era originalmente de Rabastens e seu pai era capitão de infantaria. Por volta de 1890, ela foi a Paris para estudar na Académie Julian com Jean-Paul Laurens e Marcel Baschet. Ela também ficou sob a influência de Jean-Joseph Benjamin-Constant. É neste momento que ela anglicizou seu primeiro nome para "Jane".